# Cnemidocarpa stolonifera
Cnemidocarpa stolonifera är en sjöpungsart som först beskrevs av William Abbott Herdman 1899.  Cnemidocarpa stolonifera ingår i släktet Cnemidocarpa och familjen Styelidae. Inga underarter finns listade i Catalogue of Life.